# Neggio
Neggio je obec ve švýcarském kantonu Ticino, okresu Lugano. Žije zde 329 obyvatel.

## Geografie
Obec leží v nadmořské výšce 389 metrů na strmém svahu nad Magliasem mezi Luganem a Ponte Tresa. Z Neggia je výhled na Luganské jezero.
Sousedními obcemi jsou Curio a Vernate na severu, Agno na východě, Magliaso na jihu a Pura na západě.

## Historie

Letecký pohled (1950)

První zmínka o obci pochází z roku 807 pod dřívějším názvem Nego. Byly zde nalezeny hroby z římské doby, v roce 1906 tři. V první polovině 15. století musela obec poskytnout milánskému vévodovi pět vojáků. Z církevního hlediska patřilo Neggio nejprve k Agnu; bývalá kaple (zmiňovaná v roce 1507) se v roce 1611 stala farností. Farní kostel byl postaven kolem roku 1620 na místě starší kaple a rozšířen v letech 1754–1758. Kaple svatého Giorgia, připomínaná v roce 1352, byla ke konci 17. století opuštěna; nejsou po ní již žádné stopy. Kostelík svatého Giorgia na stejnojmenném kopci byl postaven kolem roku 1650.
Od roku 1938 zde působí malá komunita dominikánských sester, které v lednu 1944 přijaly dceru Benita Mussoliniho Eddu Ciano a její děti.

## Obyvatelstvo
| Rok            | 1670 | 1801 | 1850 | 1900 | 1950 | 1970 | 1980 | 1990 | 2000 | 2005 | 2010 | 2020 |
| Počet obyvatel | 127  | 120  | 203  | 183  | 193  | 266  | 315  | 325  | 352  | 327  | 330  | 322  |

## Doprava
Obce se nachází mimo hlavní dopravní tahy, na regionální silnici spojující Magliaso a Vernate. Nejbližší železniční stanice se nachází v Magliasu na trati Lugano – Ponte Tresa.